# Roman Hladysh
Roman Hladysh –en ucraniano, Роман Гладиш– (Leópolis, 12 de octubre de 1995) es un deportista ucraniano que compite en ciclismo en las modalidades de pista y ruta.
Ganó tres medallas en el Campeonato Europeo de Ciclismo en Pista entre los años 2017 y 2020.

## Medallero internacional
| Campeonato Europeo | Campeonato Europeo     | Campeonato Europeo | Campeonato Europeo |
| Año                | Lugar                  | Medalla            | Competición        |
| ------------------ | ---------------------- | ------------------ | ------------------ |
| 2017               | Berlín ( Alemania)     | Medalla de bronce  | Scratch            |
| 2018               | Glasgow ( Reino Unido) | Medalla de oro     | Scratch            |
| 2020               | Plovdiv ( Bulgaria)    | Medalla de plata   | Scratch            |